# Екгарт-Майнс (Меріленд)
Екгарт-Майнс (англ. Eckhart Mines) — переписна місцевість (CDP) в США, в окрузі Аллегені штату Меріленд. Населення — 858 осіб (2020).

## Географія
Екгарт-Майнс розташований за координатами 39°39′18″ пн. ш. 78°53′39″ зх. д. / 39.65500° пн. ш. 78.89417° зх. д. (39.654954, -78.894152).  За даними Бюро перепису населення США в 2010 році переписна місцевість мала площу 3,98 км², уся площа — суходіл.

## Демографія
Згідно з переписом 2010 року, у переписній місцевості мешкали 932 особи в 395 домогосподарствах у складі 270 родин. Густота населення становила 234 особи/км².  Було 442 помешкання (111/км²).
Расовий склад населення:
| - 96,4 % — білих - 1,1 % — чорних або афроамериканців - 1,0 % — азіатів - 0,2 % — вихідців з тихоокеанських островів - 0,1 % — корінних американців |

До двох чи більше рас належало 1,3 %. Частка іспаномовних становила 0,8 % від усіх жителів.
За віковим діапазоном населення розподілялося таким чином: 20,0 % — особи молодші 18 років, 60,7 % — особи у віці 18—64 років, 19,3 % — особи у віці 65 років та старші. Медіана віку мешканця становила 41,6 року. На 100 осіб жіночої статі у переписній місцевості припадало 99,6 чоловіків;  на 100 жінок у віці від 18 років та старших — 101,1 чоловіків також старших 18 років.
Середній дохід на одне домашнє господарство  становив 67 498 доларів США (медіана — 70 521), а середній дохід на одну сім'ю — 77 717 доларів (медіана — 71 548). За межею бідності перебувало 5,7 % осіб, у тому числі 0,0 % дітей у віці до 18 років та 33,8 % осіб у віці 65 років та старших.
Цивільне працевлаштоване населення становило 515 осіб. Основні галузі зайнятості: освіта, охорона здоров'я та соціальна допомога — 29,7 %, мистецтво, розваги та відпочинок — 18,4 %, фінанси, страхування та нерухомість — 13,0 %, будівництво — 12,4 %.